# Вартбург (окръг)
Вижте пояснителната страница за други значения на Вартбург.
Вартбургкрайс (на немски: Wartburgkreis) е окръг в провинция Тюрингия, Германия, с площ 1304.8 км2 и население 123 764 души (по приблизителна оценка за декември 2017 г.). Административен център е град Бад Залцунген.

## Административно деление
Окръгът се поделя на 7 амта, които се състоят от градове и общини.

## Политика
Окръжният съвет е съставен от 50 места.
След проведените местни избори на 7 юни 2009 година, резултатите са следните:
| Политическа сила                          | Места |
| ХДС                                       | 18    |
| СДП                                       | 10    |
| Левица                                    | 9     |
| Свободни гласоподаватели на Вартбургкрайс | 6     |
| НДП                                       | 2     |
| Свободна демократическа партия            | 2     |
| Зелените                                  | 2     |
| LAD                                       | 1     |